# Кирил Младжов
Кирил Младжов е български политик от кръга Звено, кмет на Дупница.

## Биография
Кирил Младжов е роден в Дупница. Юрист по образование. През февруари-март 1932 година е заместник-кмет във Временния управителен съвет на Дупница, с кмет Ст. Крантов. След Деветнадесетомайския преврат от 1934 година е заместник-кмет на Димитър Масларски. През юни 1944 година поема поста кмет на Дупница, а негов секретар става Димитър Меджидиев. До 9 септември 1944 година се стреми единствено администрацията да функционира нормално, като след Деветосептемврийския преврат е арестуван и убит.